# Бекеш
Бе́кеш (угор. Békés) — медьє на південному сході Угорщини. Межує з медьє Яс-Надькун-Сольнок, Чонґрад і Гайду-Бігар. Адміністративний центр — Бекешчаба.

## Демографія
За результатами перепису 2001 року населення медьє склало 392 тисячі жителів. Понад 60 % жителів проживають в міських умовах. Домінуючою нацією є угорці. Крім того в медьє проживає: словаки (прибл. 7000), цигани (5000), румуни (4000), німці (1500) і серби (400).

## Клімат
Середньорічна норма опадів становить 645 мм на рік.

## Корисні копалини
Одна п'ята частина запасів природного газу знаходиться в медьє Бекеш.

## Райони медьє
| Карта | №                        | Район                     | Оригінальна назва | Адм. центр | Площа (км²) | Мешканців | Муніц. |
| ----- | ------------------------ | ------------------------- | ----------------- | ---------- | ----------- | --------- | ------ |
|       |                          |                           |                   |            |             |           |        |
| 6     | Бекешчабський район      | Békéscsabai kistérség     | Бекешчаба         | 450,73     | 77 277      | 7         |        |
| 2     | Бекешський район         | Békési kistérség          | Бекеш             | 633,85     | 44 520      | 10        |        |
| 7     | Дьюлський район          | Gyulai kistérség          | Дьюла             | 413,22     | 43 812      | 11        |        |
| 8     | Мезйоковачгазський район | Mezőkovácsházai kistérség | Мезйоковачгаза    | 881,18     | 42 843      | 18        |        |
| 5     | Орошгазський район       | Orosházai kistérség       | Орошгаза          | 848,45     | 61 477      | 10        |        |
| 4     | Сарвашський район        | Szarvasi kistérség        | Сарваш            | 821,57     | 46 416      | 6         |        |
| 1     | Сегхаломський район      | Szeghalomi kistérség      | Сегхалом          | 1009,73    | 41 436      | 13        |        |
| 3     | Шаркадський район        | Sarkadi kistérség         | Шаркад            | 570,96     | 24 409      | 11        |        |

Інші міста:
- Баттонья
- Весто
- Деваванья
- Дьомаендрйод
- Кйорйошладань
- Мезоберень
- Мезйогедьєш
- Тоткомлош
- Фюзешдьярмат
- Чорваш
- Елек